# فضای ترائوبه
فضای ترائوبه (انگلیسی: Traube's space) یک فضای آناتومیک در شکم است که اهمیت بالینی دارد. فضای ترائوبه یک فضای هلالی‌شکل است که توسط لبه پایینی ریه چپ، مرز قدامی طحال، حاشیه دنده سمت چپ و حاشیه تحتانی لوب چپ کبد احاطه شده است؛ بنابراین، نشانه‌های سطح آن به ترتیب دنده ششم سمت چپ در بالا، خط وسط زیر بغل سمت چپ و حاشیه دنده سمت چپ در پایین است.
طحال طبیعی انسان حدود ۱۲۵ میلی‌متر طول دارد و بزرگی طحال یک نشانهٔ بالینی مهم است. دو روش برای ارزیابی بزرگی طحال در معاینه بالینی وجود دارد: دق و لمس. در این فضا، می‌توان دق انجام داد.
یک بررسی سیستماتیک در سال ۱۹۹۳ در «معاینه بالینی منطقی» نشان داد که برای ارزیابی بزرگی طحال، دق بر روی فضای ترائوبه به ترتیب ۶۲ و ۷۲ درصد حساسیت و ویژگی دارد. اگر بیمار در دو ساعت گذشته چیزی نخورده باشد، ویژگی دق ممکن است بیشتر باشد.
فضای ترائوبه نامش را از لودویگ ترائوبه می‌گیرد، اگرچه نخستین بار توسط شاگرد او در سال ۱۸۶۸ توصیف شد. روش دیگری برای ارزیابی بزرگی طحال توسط متخصص گوارش آمریکایی «دونالد او. کاستل» در سال ۱۹۶۷ (نشانه کاستل) توصیف شد.